# چارلی کانینگهام
چارلی کانینگهام (انگلیسی: Charlie Cunningham؛ زادهٔ ۱۹۸۴) خواننده، ترانه‌سرا و گیتاریست انگلیسی اهل باکینگهام‌شر است. او تاکنون سه آلبوم استودیویی منتشر کرده‌است.

## حرفه
در ژانویه ۲۰۱۷، چارلی کانینگهام اولین آلبوم خود را با نام Lines توسط لیبل سوئدی Dumont Dumont منتشر کرد که شامل تک آهنگ اصلی «minimum» بود که مورد تحسین منتقدان قرار گرفت که در اواخر همان سال توری در اروپا و آمریکای شمالی برگزار شد. Lines برنده جایزه آلبوم سال در جوایز پاپ ۲۰۱۸ شد دومین آلبوم او، Permanent Way، در ماه می ۲۰۱۹ توسط بی‌ام‌جی منتشر شد.

## جوایز و نامزدی‌ها
| سال  | جوایز      | بخش               | نامزد              | نتیجه    | Ref.  |
| ---- | ---------- | ----------------- | ------------------ | -------- | ----- |
| ۲۰۱۸ | Pop Awards | آلبوم سال         | Lines              | برنده    | [ ۷ ] |
| ۲۰۱۸ | Pop Awards | هنرمند نوظهور سال | Charlie Cunningham | نامزدشده | [ ۷ ] |

## ترانه‌شناسی

### آلبوم‌های استودیویی
- خطوط (۲۰۱۷)
- راه دائمی (۲۰۱۹)
- فریم (قاب) (٢٠٢٣)

### ئی پی‌ها
- Outside Things EP (2014)
- Breather EP (2015)
- Heights EP (2016)
- Pieces EP (2020)

### تک آهنگ‌ها
- «حداقل» (۲۰۱۷)
- «راه دائمی» (۲۰۱۹)
- «Sink In» (۲۰۱۹)
- «دور نرو» (۲۰۱۹)
- «نیش» (۲۰۱۹)
- «صعود» (با سوفی جیمیسون؛ ۲۰۲۰)